# Termitidae
Termitidae is een familie van insecten die behoort tot de termieten (Isoptera).

## Kenmerken
Ze hebben een variabel uiterlijk en een lengte van 4 tot 14 mm. De koningin is veel groter dan de werkers en soldaten.

## Leefwijze
Hun nesten zijn kleine bouwwerkjes, die worden gebouwd in bomen of op de grond als grote aarden torens. Daarin bevinden zich ondergrondse 'schimmelkwekerijen'. Ze kunnen zich ontwikkelen tot een enorme plaag voor de boeren.

## Voortplanting
Een legsel kan bestaan uit duizenden eieren per dag.

## Verspreiding
Deze familie komt wereldwijd voor in bomen, aarde en ondergronds.

## Taxonomie
Er worden acht verschillende onderfamilies erkend.
- Onderfamilie Apicotermitinae
- Onderfamilie Cubitermitinae
- Onderfamilie Foraminitermitinae
- Onderfamilie Macrotermitinae
- Onderfamilie Nasutitermitinae
- Onderfamilie Sphaerotermitinae
- Onderfamilie Syntermitinae
- Onderfamilie Termitinae